# Коаліція за майбутнє Квебеку
Коаліція за майбутнє Квебеку (фр. Coalition Avenir Québec фр.: [kɔ.a.li.sjɔ̃ av.niʁ ke.bɛk], CAQ) — консервативна, квебекська націоналістична та автономістська політична партія у Квебеці.  
Коаліція створена колишнім міністром, екс-членом Квебекської партії Франсуа Лего (фр. François Legault) та бізнесменом Шарлем Сіруа (фр. Charles Sirois). Мета: « зміцнити основи нашого суспільства » та « запропонувати план дій, що об'єднує ». На практиці, йдеться про радикальні реформи, що покращать ситуацію у медичному забезпеченні, освіті та економіці. Зокрема, пропонується скорочення державного апарату. 
4 листопада 2011 Коаліцію було офіційно зареєстровано як політичну партію. 22 січня 2012 до її складу увійшла інша політична партія — Демократична дія Квебеку.
Опитування показали, що якби вибори до Квебекського парламенту відбулися у лютому чи березні 2011, Коаліція їх виграла б. Проте вже на початку 2012 року рейтинг партії різко впав і залишається нижчим, ніж в головних конкурентів — Квебекської партії та Ліберальної партії Квебеку.